# Мездра
Мездра (болг. Мездра) — город в Болгарии. Находится во Врачанской области, входит в общину Мездра. Население составляет 11 528 человек.
На юго-западной окраине города, на высоком скалистом холме, нависающим над левым берегом реки Искыр, расположен археологический комплекс „Калето”, имеющий 70-вековую историю.

## Политическая ситуация
Кмет (мэр) общины Мездра — Иван Аспарухов Цанов (независимый) по результатам выборов в правление общины.

## Города-побратимы
- Конотоп, Украина[2]